# یک تکرار بیشینه
یک تکرار بیشینه (یا 1RM) در آموزش وزن حداکثر نیروی است که یک فرد می‌تواند در یک فعالیت بدنی حداکثر انقباض را داشته باشد. یک تکرار بیشینه می‌تواند مشخص نماید که حداکثر نیروی فرد چه قدر است و این روش برای تعیین برنده در رویدادهای مانند وزنه‌برداری در مسابقات است. یک تکرار بیشینه همچنین می‌تواند مورد استفاده قرار گیرد به عنوان یک حد بالایی به منظور تعیین «بار» برای یک تمرین (به عنوان یک درصد 1RM) مورد استفاده قرار گیرد.
طبق مطالعات صورت گرفته در دانشکده پزشکی ورزشی آمریکا در سال ۲۰۰۲ موثرترین تعداد تکرار برای ورزشکاران پرورش اندام ۷۰ تا ۸۵% یک تکرار بیشینه می باشد.

## دستور حساب کردن (فرمول)
{\displaystyle \mathrm {1RM} =\left(1+{\frac {r}{30}}\right)w}, فرض کنید {\displaystyle r>1}
تعداد دفعات=r و وزن بدن یا هر چیز دیگر (کیلوگرم)=w